# Morpho anaxibia
Morpho anaxibia är en fjärilsart som beskrevs av Eugen Johann Christoph Esper 1798. Morpho anaxibia ingår i släktet Morpho och familjen praktfjärilar. Inga underarter finns listade i Catalogue of Life.

## Bildgalleri

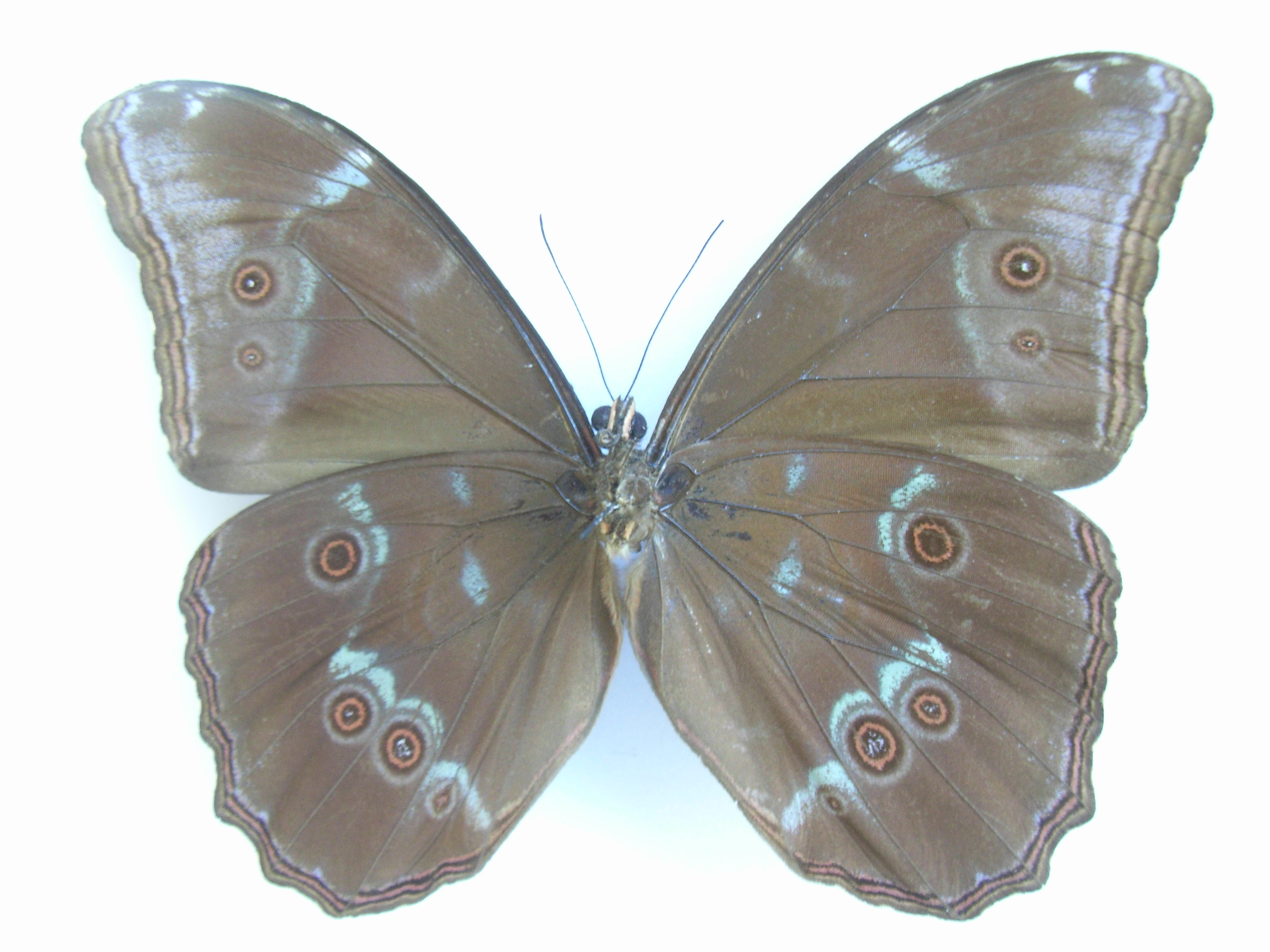